# Vezzano (Trentino)
Vezzano ist eine Fraktion und Gemeindesitz der italienischen Gemeinde (comune) Vallelaghi in der Provinz Trient, Region Trentino-Südtirol.

## Geographie
Der Ort liegt etwa neun Kilometer westlich von Trient im Valle di Laghi und gehört zur Talgemeinschaft Comunità della Valle dei Laghi, deren Verwaltungssitz sich in Vezzano befindet.

## Geschichte

Ehemaliges Gemeindewappen

Vezzano war bis 2015 eine eigenständige Gemeinde. Seit dem 1. Januar 2016 bildet sie zusammen mit Padergnone und Terlago die Gemeinde Vallelaghi. Das ehemalige Gemeindegebiet erstreckte sich über etwa 31 km². Zur Gemeinde Vezzano zählten zudem die Fraktionen Ciago, Fraveggio, Lon, Margone, Ranzo und Santa Massenza.

## Verkehr
Durch Padergnone führt die Strada Statale 45 bis Gardesana Occidentale von Cremona nach Trient.

## Persönlichkeiten
- Albino Tonelli (1852–1932), Geometer und Politiker, Mitglied des österreichischen Abgeordnetenhauses 1907–1918[1]

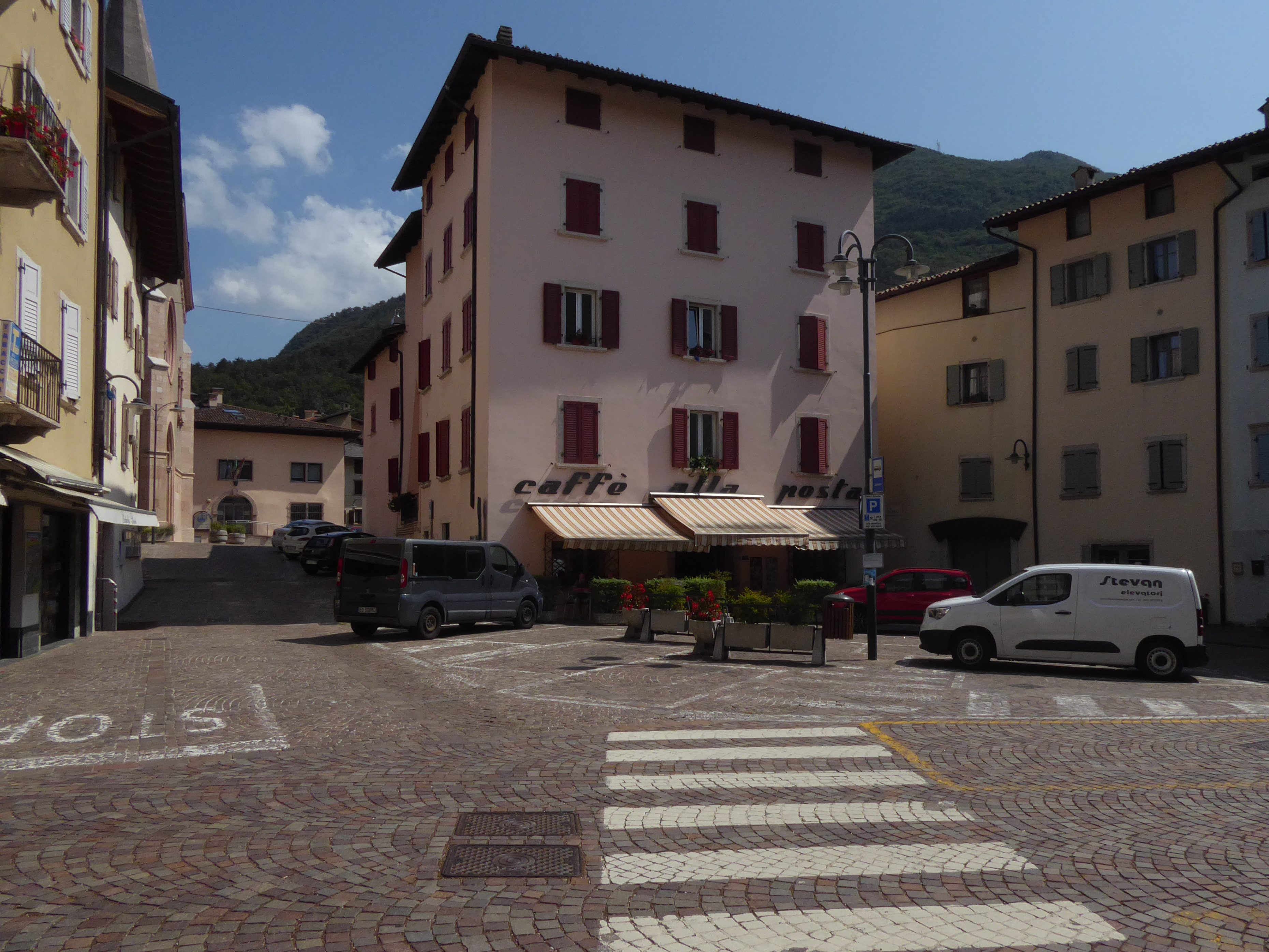
Ortskern
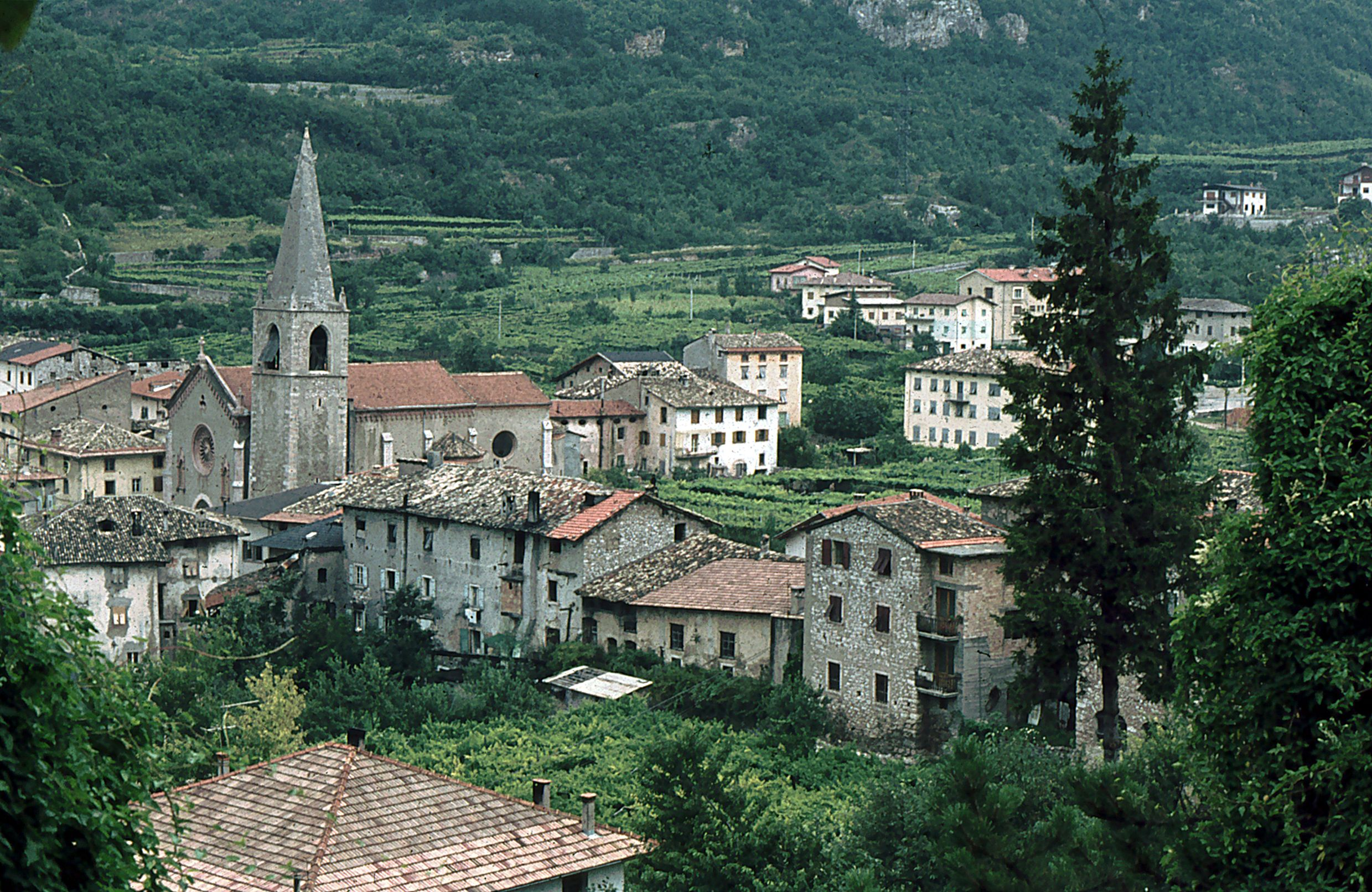
Vezzano (1972)
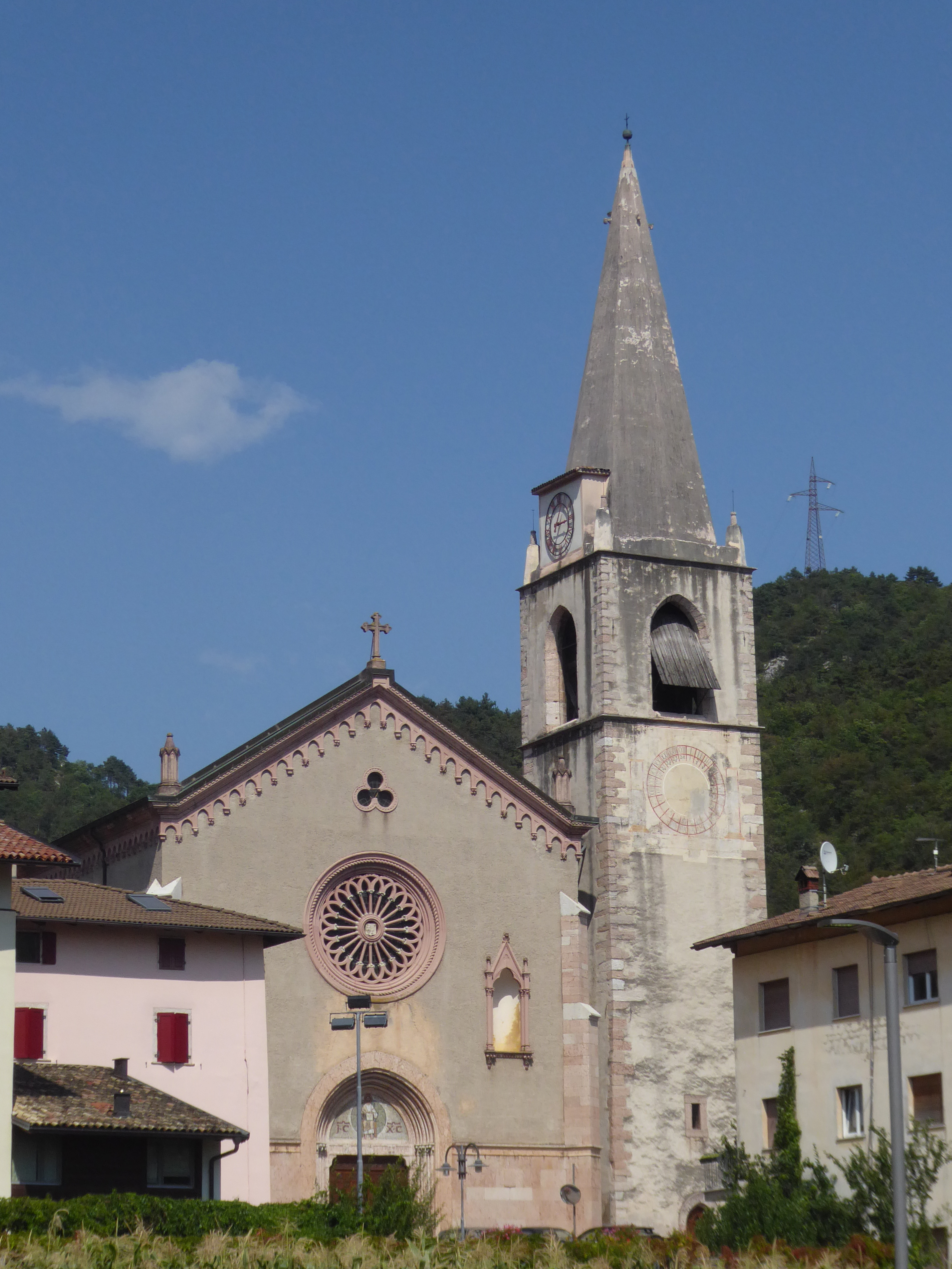
Pfarrkirche Santi Vigilio e Valentino
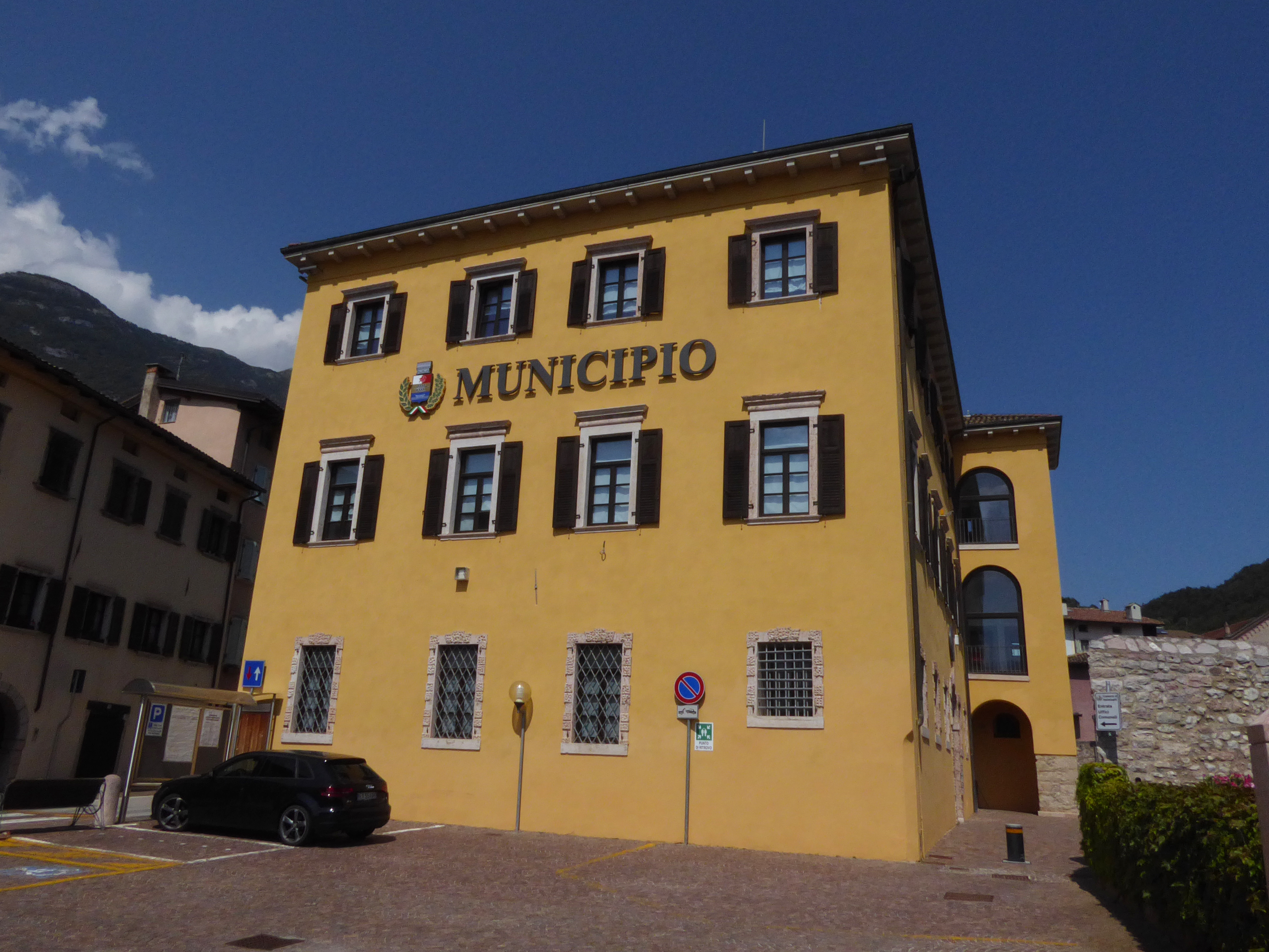
Rathaus der Gemeinde Vallelaghi in Vezzano